# Ставиднянский
Ставиднянский — хутор в Советском районе Ростовской области.
Входит в состав Советского сельского поселения.

## Население
| 2010 |
| ---- |
| 141  |

## Улицы
На хуторе имеются две улицы — Манохинская и Центральная.